# Stefan Wrana

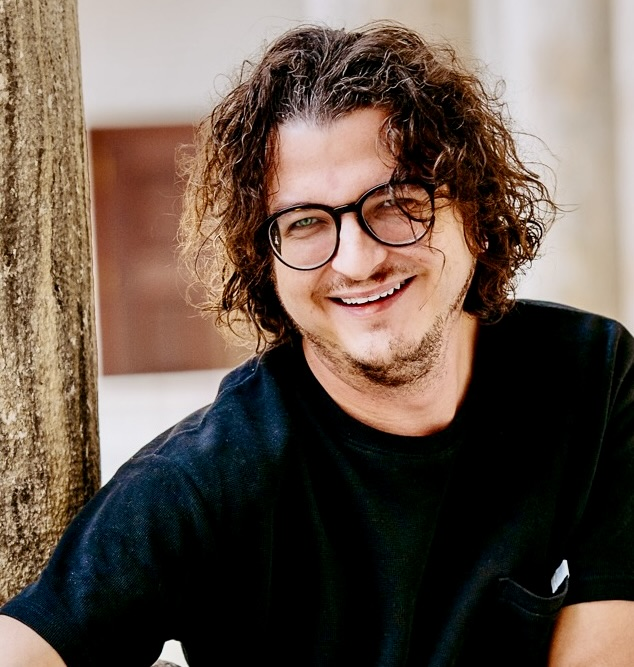

Stefan Wrana (* 1990 in Sankt Veit an der Glan) ist ein deutschsprachiger Sänger, Musikproduzent, Komponist und Autor.

## Werdegang
Stefan Wrana trat mit 15 Jahren als Schlagzeuger und Vokalist der Band Die Jauntaler auf. Er absolvierte in Folge zahlreiche Auftritte in Deutschland, Italien, der Schweiz und Österreich und den USA (Las Vegas, Chicago), später  konzertierte er als Solosänger mit englischen Schlagern, Evergreens und jazzigen Musikstücken. Wrana war überdies Schlagzeuger für David Hasselhoff, Andrea Berg, Bella Vida und etliche mehr.
Mehr und mehr widmete sich Wrana dem Komponieren und Texten von Musiktiteln sowie der Musikproduktion. 2013 versuchte er als Semino Junior aufzutreten, gab dieses Vorhaben aber auf, als er mit Unterlassungsansprüchen von Semino Rossi konfrontiert wurde. Er gründete das Musiklabel Wrana Enterprises und die Promotion- und Verlagsfirma „Wrana Media“.
Wrana ist Initiator und Herausgeber des im Jahr 2024 erstmalig erschienenen Entertainment Magazin Austria.

## Songs und Texte

### Eigene Veröffentlichungen
- 2015: Only You (Single, Stanley, Label: Ste-Backstreet)
- 2021: Baby (Single, Stefan Wrana, Label: fd-music)
- 2021: Marilyn feat. Stefan Wrana (Single, Walter Schachner, Label: Schachner & Schachner Records)

### Kompositionen und Songtexte
- 2013: Hallo Mein Universum (Song auf dem Album „Wir leben wieder neu“, Die Wörtherseer, Label: Universal Music Group)
- 2013: Meine Träume Spielen (Song auf dem Album „Wir leben wieder neu“, Die Wörtherseer, Label: Universal Music Group)
- 2013: Nimm Mein Herz Mit Wenn Du Gehst (Song auf dem Album „Seelenbeben“, Lara Bianca Fuchs, Label: Daxhill)
- 2015: Schon Wieder Du (Song auf dem Album „Adrenalin“, Allessa, Label: Universal Music Group)[2]
- 2015: Wegen Dir (Song auf dem Album „Adrenalin“, Allessa, Label: Universal Music Group)[2]
- 2015: Santa Lucia (Song auf dem Album „Solange es Mädchen gibt“, Marc Andrae, Label: Z-Mix)[2]
- 2021: Explosiv (Song auf dem Album „Sommerregen“, Allessa, Label: Telamo)[3]
- 2021: Wenn Träume Sterben (Song auf dem Album „Sommerregen“, Allessa, Label: Telamo)
- 2021: Nochmal Lieben (Single, Lara Bianca Fuchs, Label: Jay Neero Music)
- 2022: Dancing In The Rain (Single, Jay Neero feat. Artico, Label: Jay Neero Music)
- 2022: Oben Ohne (Single, Jay Neero feat. Mike Brubek, Label: Jay Neero Music)
- 2023: Freier Fall (Song auf dem Album „Ozean“, Willmann, Label: Wrana Enterprises)
- 2023: Plan B (Song auf dem Album „Ozean“, Willmann, Label: Wrana Enterprises)
- 2023: Für Einen Tanz Würd Ich Lügen (Song auf dem Album „Ozean“, Willmann, Label: Wrana Enterprises)
- 2023: Fluss Zum Meer (Song auf dem Album „Ozean“, Willmann, Label: Wrana Enterprises)
- 2023: Scharf Wie Chili (Song auf dem Album „Ozean“, Willmann, Label: Wrana Enterprises)
- 2023: Meilen Unterm Meer (Song auf dem Album „Ozean“, Willmann, Label: Wrana Enterprises)
- 2023: Ruf Mich Nicht An (Song auf dem Album „Ozean“, Willmann, Label: Wrana Enterprises)
- 2023: Einundzwanzig Tage (Song auf dem Album „Ozean“, Willmann, Label: Wrana Enterprises)
- 2023: Loser Stell'n Sich Hinten An (Song auf dem Album „Ozean“, Willmann, Label: Wrana Enterprises)
- 2023: Alcatraz (Song auf dem Album „Ozean“, Willmann, Label: Wrana Enterprises)
- 2023: Hier Bin Ich Zuhaus / mit Manca (Song auf dem Album „Ozean“, Willmann, Label: Wrana Enterprises)
- 2023: Für Einen Tanz Würd Ich Lügen / Macho Version (Song auf dem Album „Ozean“, Willmann, Label: Wrana Enterprises)

### Bücher
- 2023: E.T.A. Hoffmann und die Musik (Sachbuch, Goldman, Verlag: Wrana Enterprises)